# Municipio San Lucas (Bolivien)
Das Municipio San Lucas ist das zweitgrößte Municipio im Departamento Chuquisaca im südamerikanischen Anden-Staat Bolivien, es wurde im Jahr 1928 unter der Präsidentschaft von Hernando Siles Reyes gegründet.

## Lage im Nahraum
Das Municipio San Lucas ist eines von drei Municipios der Provinz Nor Cinti und umfasst deren nördlichen Bereich. Es grenzt im Norden und Westen an das Departamento Potosí, im Südwesten an das Municipio Camargo, im Südosten an das Municipio Incahuasi und im Osten an die Provinz Azurduy.
Das Municipio erstreckt sich zwischen etwa 19° 46' und 20° 31' südlicher Breite und 64° 33' und 65° 18' westlicher Länge, seine Ausdehnung sowohl von Westen nach Osten als auch von Norden nach Süden beträgt bis zu 75 Kilometer.
Das Municipio umfasst 152 Gemeinden (localidades), der zentrale Ort des Municipios ist die Ortschaft San Lucas mit 1941 Einwohnern (Volkszählung 2012) im zentralen Teil des Municipios.

## Geographie
Das Municipio San Lucas liegt an den südwestlichen Ausläufern der bolivianischen Cordillera Central, zwischen dem Altiplano im Westen und dem bolivianischen Tiefland im Osten. Das Klima ist ein kühl-gemäßigtes Höhenklima mit typischem Tageszeitenklima, bei dem die Temperaturunterschiede im Tagesverlauf stärker schwanken als im Jahresverlauf.
Die Jahresdurchschnittstemperatur in dem Landkreis liegt bei etwa 15 °C (siehe Klimadiagramm San Lucas), die Monatsdurchschnittswerte schwanken zwischen knapp 12 °C im Juni/Juli und 17 °C von November bis März. Der Jahresniederschlag beträgt 430 mm und weist sieben aride Monate von April bis Oktober mit Monatswerten unter 20 mm auf, nennenswerte Monatsniederschläge fallen nur von Dezember bis Februar mit Werten von je 80 bis 90 mm.

## Bevölkerung
Die Einwohnerzahl ist zwischen 1992 und 2024 leicht gesunken:
| Jahr | Einwohner | Quelle       |
| ---- | --------- | ------------ |
| 1992 | 31.808    | Volkszählung |
| 2001 | 32.109    | Volkszählung |
| 2012 | 32.085    | Volkszählung |
| 2024 | 26.486    | Volkszählung |

Die Bevölkerungsdichte bei der letzten Volkszählung von 2024 betrug 6,9 Einwohner/km², der Alphabetisierungsgrad bei den über 6-Jährigen war von 54,7 Prozent (1992) auf 68,6 Prozent (2001) angestiegen. Die Lebenserwartung der Neugeborenen betrug 57,4 Jahre, die Säuglingssterblichkeit war von 11,3 Prozent (1992) auf 9,2 Prozent im Jahr 2001 zurückgegangen.
47,6 Prozent der Bevölkerung sprechen Spanisch, 98,6 Prozent sprechen Quechua und 0,1 Prozent sprechen Aymara. (2001)
87,7 Prozent der Bevölkerung haben keinen Zugang zu Elektrizität, 73,5 Prozent leben ohne sanitäre Einrichtung (2001).
62,1 Prozent der 7.313 Haushalte besitzen ein Radio, 7,4 Prozent einen Fernseher, 36,2 Prozent ein Fahrrad, 0,5 Prozent ein Motorrad, 2,3 Prozent ein Auto, 0,8 Prozent einen Kühlschrank, und 0,1 Prozent ein Telefon. (2001)

## Politik
Ergebnis der Regionalwahlen (concejales del municipio) vom 4. April 2010:
| Wahl- berechtigte |  | Wahl- beteiligung | gültige Stimmen |  | MAS-IPSP | MSM    | UN     | PAIS  |
| ----------------- |  | ----------------- | --------------- |  | -------- | ------ | ------ | ----- |
| 11.344            |  | 9.415             | 7.204           |  | 4.746    | 1.198  | 1.104  | 156   |
|                   |  | 83,0 %            | 76,5 %          |  | 65,9 %   | 16,6 % | 15,3 % | 2,2 % |

Ergebnis der Regionalwahlen (elecciones de autoridades políticas) vom 7. März 2021:
| Wahl- berechtigte |  | Wahl- beteiligung | gültige Stimmen |  | MAS-IPSP | CST     | C-A    | BSTH   | MNR    | UNIDOS |
| ----------------- |  | ----------------- | --------------- |  | -------- | ------- | ------ | ------ | ------ | ------ |
| 14.395            |  | 11.933            | 9.323           |  | 7.436    | 1.347   | 280    | 128    | 79     | 53     |
|                   |  | 82,90 %           | 78,13 %         |  | 79,76 %  | 14,45 % | 3,00 % | 1,37 % | 0,85 % | 0,57 % |

## Gliederung
Das Municipio San Lucas gliederte sich bei der letzten Volkszählung von 2012 in die folgenden acht Kantone (cantones):
- 01-0702-01 Kanton San Lucas – 40 Vicecantones – 36 Gemeinden – 9.452 Einwohner (2001: 6.542 Einwohner)
- 01-0702-02 Kanton Ajchilla – 13 Vicecantones – 13 Gemeinden – 2.966 Einwohner (2001: 2.908 Einwohner)
- 01-0702-03 Kanton Kollpa – 19 Vicecantones – 21 Gemeinden – 4.162 Einwohner (2001: 5.059 Einwohner)
- 01-0702-04 Kanton Payacota del Carmen – 4 Vicecantones – 5 Gemeinden – 1.031 Einwohner (2001: 1.111 Einwohner)
- 01-0702-05 Kanton Chiñimayu – 11 Vicecantones – 15 Gemeinden – 2.012 Einwohner (2001: 2.650 Einwohner)
- 01-0702-06 Kanton Pirhuani – 12 Vicecantones – 12 Gemeinden – 3.595 Einwohner (2001: 3.454 Einwohner)
- 01-0702-07 Kanton Uruchini – 14 Vicecantones – 19 Gemeinden – 2.242 Einwohner (2001: 2.832 Einwohner)
- 01-0702-08 Kanton Ocurí – 19 Vicecantones – 31 Gemeinden – 6.625 Einwohner (2001: 7.553 Einwohner)

## Ortschaften im Municipio San Lucas
- Kanton San Lucas
  - San Lucas 1941 Einw. – Padcoyo 685 Einw. – Yapusiri 462 Einw. – Quirquiwisi 378 Einw. – Rodeo Kocha 271 Einw. – Tambo Moqo 194 Einw. – Cumuni 108 Einw.

- Kanton Ajchilla
  - Tambo Khasa 396 Einw. – Sunchu Tambo 342 Einw. – Pilaló 335 Einw. – Ajchilla 196 Einw.

- Kanton Kollpa
  - Pasla 439 Einw. – Canchas Blancas 142 Einw. – Japo 126 Einw.

- Kanton Payacota del Carmen
  - Payacota del Carmen 587 Einw. – Chanchacilli 127 Einw.

- Kanton Chiñimayu
  - Chiñimayu 511 Einw. – El Terrado 161 Einw.

- Kanton Pirhuani
  - Sacavillque Chico 590 Einw. – Sacavillque Grande 490 Einw. – Capira 412 Einw. – Mollepata 352 Einw. – Ojeda 324 Einw. – Pirhuani 322 Einw.

- Kanton Uruchini
  - Entre Ríos 250 Einw. – Uruchini 148 Einw.

- Kanton Ocurí
  - Palacio Tambo 1126 Einw. – Malliri 1026 Einw. – Khollpa Khasa 539 Einw. – Laja Khasa 521 Einw. – Chillagua 499 Einw. – Cinteño Tambo 402 Einw. – Ocurí 400 Einw. – Thuru Pampa 210 Einw. – Corma 204 Einw. – Andamarca 199 Einw.